# Butée d'établi

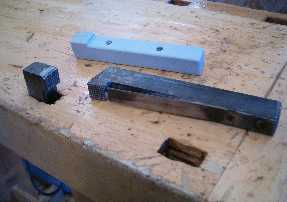
Deux butées d'établi en métal et une en plastique.

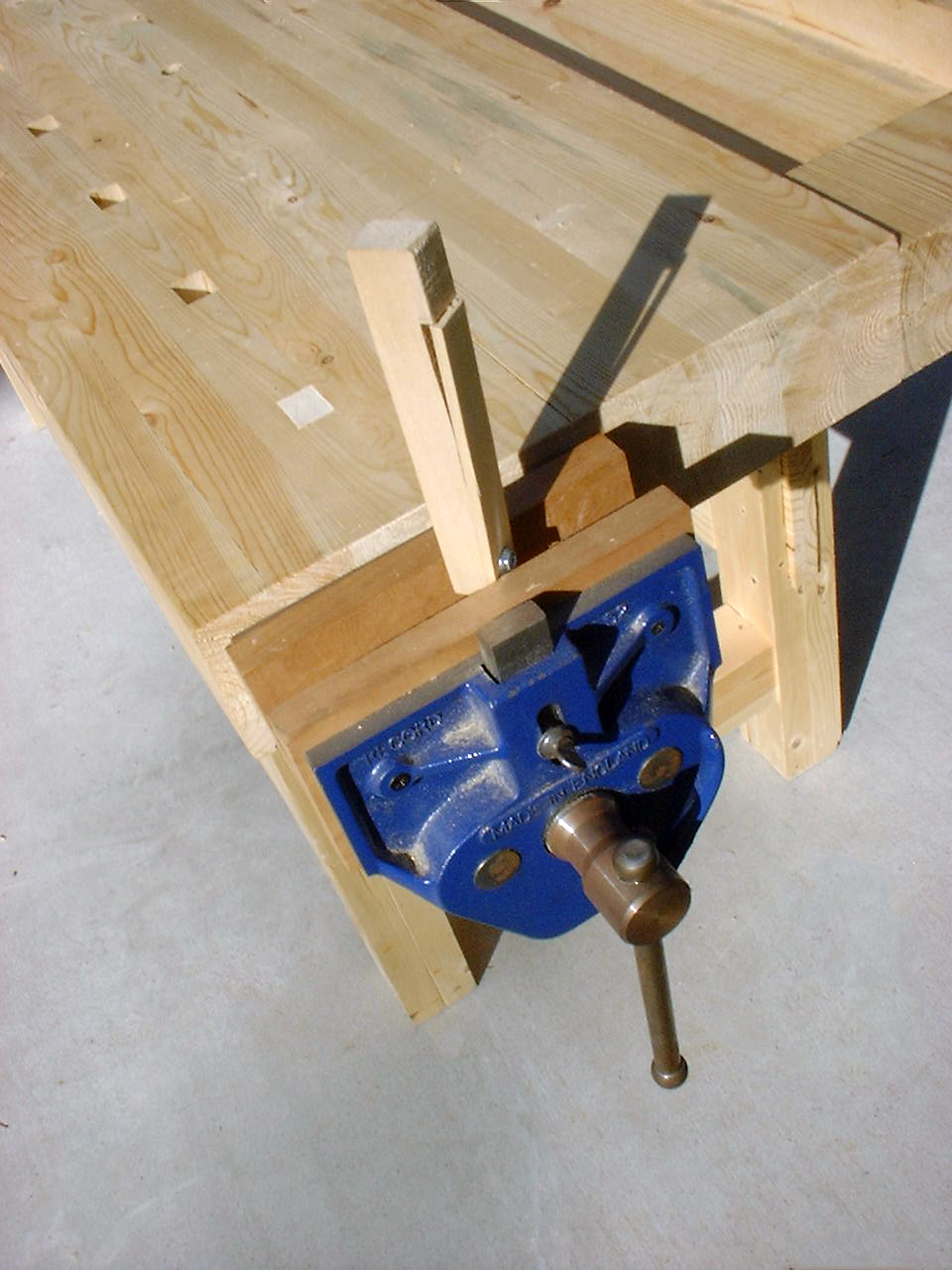
Une presse d'établi de menuisier avec sa butée sortie, maintenant une butée d'établi en bois en cours de fabrication.

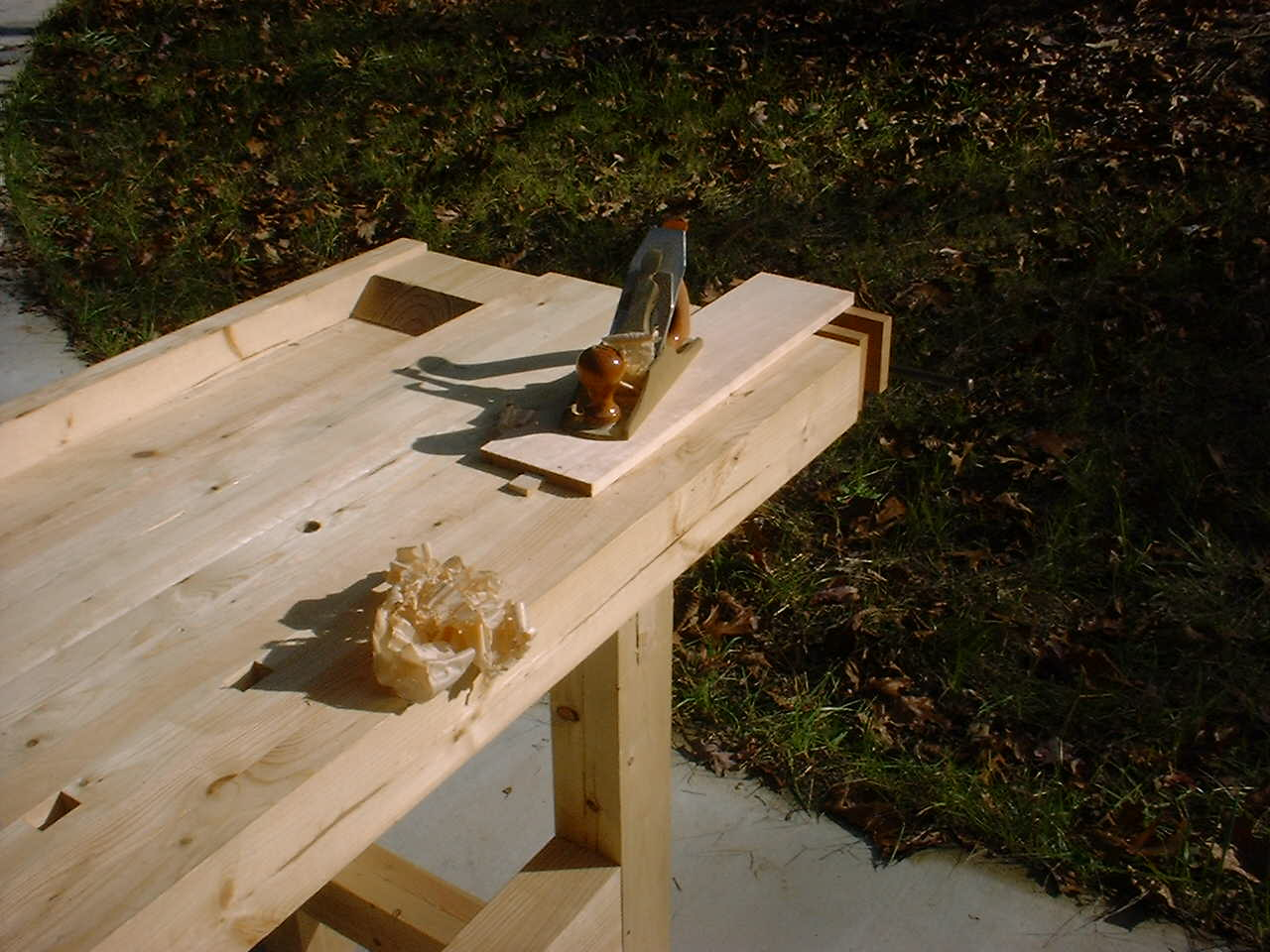
Une butée d'établi en cours d'utilisation. Notez que la butée peut être abaissée sous le bord de l'objet en cours de travail pour éviter une action telle que le rabotage.

Une butée d'établi est une forme de serre-joint amovible utilisée sur un établi de menuiserie ou de travail du bois pour maintenir une pièce pendant les travaux. Elle est généralement utilisée de concert avec une butée réglable prisonnière de l'étau d'établi, permettant à un objet serré entre les deux butées d'être maintenu fermement à chaque extrémité, et si décalé dans les deux directions.
Une butée en général est un moyen qui immobilise les mouvements d'un objet. Techniquement, une simple cheville installée dans un trou de valet sur la table d'un établi est une forme de base de valet d'établi, bien que les valets, qui fixent un objet sur l'établi plutôt que de simplement le prendre en sandwich entre lui-même et une butée sur un étau, soient les plus communs.
Les trous de fixation sont disposés en ligne perpendiculairement aux mâchoires de l'étau, généralement à des intervalles de 10 à 15 centimètres (quatre à six pouces). Certains établis ont une deuxième rangée parallèle aux mâchoires de l'étau, pour permettre de maintenir des objets larges ou longs dans les deux directions, ainsi que sur la table elle-même lorsqu'on utilise une ou plusieurs butées.
Les butées d'établi peuvent être carrées ou rondes. Les trous de valet ronds sont plus faciles à réaliser mais ne permettent pas de fixer une butée  aussi solidement que les trous carrés. Certains menuisiers utilisent des butées rondes qui ont été aplaties à l'arrière pour pouvoir s'appuyer dans des trous carrés.

## Catégories connexes
- Établi
- Valet (menuiserie)